# Fra (album)
Fra è il ventesimo album in studio del cantautore italiano Gigi D'Alessio, pubblicato il 24 maggio 2024.

## Tracce
1. Non mollare mai 2024 (feat. Guè, Clementino, Geolier) – 3:51
2. Senza tuccà (feat. Geolier) – 2:56
3. Io vorrei 2024 (feat. Ernia, Elodie) – 3:31
4. Fra – 3:23
5. Primo appuntamento 2024 (feat. LDA) – 2:51
6. Nu dispietto (feat. Elodie) – 3:33 – Partecipazione vocale di Elodie accreditata successivamente alla pubblicazione dell'album
7. Chi – 3:01
8. Un cuore malato 2024 (feat. Alessandra Amoroso) – 3:40
9. Si te sapesse dicere – 3:12
10. Cu tte – 3:12

## Classifiche
| Classifica (2024) | Posizione massima |
| ----------------- | ----------------- |
| Italia            | 5                 |